# Separador vapor-líquido

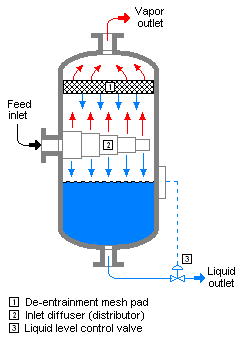
Un separador típico de vapor-líquido que incluye comúnmente una almohadilla de atrape y, a veces, un distribuidor de entrada.

Un separador vapor–líquido  es un dispositivo que se utiliza en varias aplicaciones industriales para separar  una mezcla vapor y líquido.
El separador de vapor-líquido también puede ser denominado como evaporador flash (de expansión súbita ), breakpot, depósito de separación, knock-out pot,.Cuando se utiliza para eliminar las gotas de agua suspendidas de las corrientes de aire, a menudo se llama un termistor.

## Método de operación
Para la variedad común, la gravedad se utiliza en un recipiente vertical para hacer que el líquido se asiente en la parte inferior del recipiente, donde se retira.
En entornos de gravedad baja como una estación espacial, un separador líquido común no funcionará porque la gravedad no es utilizada como mecanismo de separación. En este caso, fuerza centrífuga necesita ser utilizado en un separador centrifugo para conducir el líquido hacia el borde exterior de la cámara para su remoción. Los componentes gaseosos migran hacia el centro.
Para ambas variedades de separador, la salida del gas se puede rodear por una pantalla de malla giratoria o rejilla, de modo que cualquier líquido que se acerque a la salida golpea la reja, se acelera, y se tira lejos de la salida. 
El vapor viaja a través de la salida de gas a una velocidad del diseño que minimiza el arrastre de cualquier gota en el vapor mientras que sale del recipiente.
La alimentación a un separador de vapor-líquido también puede ser un líquido está sufriendo parcial o totalmente una evaporación instantánea cambiando a vapor y líquido a medida que entra en el separador.

### Control de nivel líquido
El separador solo es efectivo siempre y cuando haya un espacio de aire dentro de la cámara. El separador puede fallar si la mezcla la entrada se abruma con el material de la fuente, o el drenaje líquido es incapaz de manejar el volumen de líquido que se recoge. Por lo tanto, el separador puede combinarse con algún otro mecanismo de detección de nivel de líquido como un medidor de agua o sensor de flotador. De esta manera, tanto el flujo de suministro y desagüe puede ser regulado para evitar que el separador se sobrecargue. (Agastya, Bayu)

## Donde se utilizan separadores de vapor-líquido
Los  separadores vapor-líquidos son ampliamente utilizados en una gran cantidad de industrias y aplicaciones, tales como:
- Refinerías de petróleo
- Plantas procesadoras de gas natural(NGL)
- Plantas petroquímicas y químicas
- Sistemas de refrigeración
- Aire acondicionado
- Sistemas de compresión
- Gasoductos
- Tambores de condensación de vapor
- Centrales geotérmicas
- Centrales eléctricas de ciclo combinado
- Quemado de antorcha
- Extracción de vapor de la tierra
- Fábricas de papel

## Prevención de daños en la bomba
En los sistemas de refrigeración, es común que el sistema contenga una mezcla de líquido y gas, pero para que el compresor de gas mecánico sea intolerante del líquido.
Algunos compresores como el  compresor de espiral utilizan un volumen de compresión que se reduce continuamente. Una vez que el líquido llene completamente este volumen, la bomba puede atascarse y sobrecargarse, o la cámara de la bomba puede estar deformada o dañada por el fluido que no puede caber en un espacio más pequeño.